# Marigny-Le-Lozon
Marigny-Le-Lozon é uma comuna francesa na região administrativa da Normandia, no departamento da Mancha. Estende-se por uma área de 19.17 km². Em 2010 a comuna tinha 2 714 habitantes (densidade: 141,6 hab./km²).
Foi criada em 1 de janeiro de 2016, a partir da fusão das antigas comunas de Marigny e Lozon.